# Гришанович, Владимир Григорьевич
Владимир Григорьевич Гришанович (10 января 1948 — 30 декабря 1993) — советский и белорусский футбольный тренер. Заслуженный тренер РБ.

## Биография
Окончил минский Институт физкультуры (ныне БГУФК). В качестве футболиста выступал в соревнованиях КФК за «Обувщик» (Лида). Много лет был главным тренером «Обувщика», игравшего в первенстве республики, а когда в городе не было взрослой команды (1976—1979) — тренировал юношеский коллектив. В качестве тренера становился неоднократным чемпионом Белорусской ССР (1983, 1985, 1986), бронзовым призёром (1987, 1988), финалистом Кубка республики (1972, 1982), обладателем Суперкубка (1984, 1986).
С июля 1990 года по конец 1991 (по другим данным — до апреля 1992 года) возглавлял клуб второй лиги СССР «Химик» (Гродно).
В ходе сезона 1992/93 снова возглавил «Обувщик», однако команда выступала неудачно и заняла предпоследнее место в высшей лиге Белоруссии. В первой половине сезона 1993/94 продолжал работать с клубом, но не доработал до конца сезона, в итоге «Обувщик» стал победителем первой лиги.
Умер в 30 декабря 1993 года. В Лиде проводится традиционный турнир его памяти.